# Мовсесян Сурен Амбарцумович
Сурен Амбарцумович Мовсесян (21 вересня 1911, село Зархі, тепер Шамахинський район, Азербайджан — 24 серпня 1982, місто Єреван, тепер Вірменія) — вірменський радянський державний діяч, геолог, 1-й заступник голови Ради міністрів Вірменської РСР. Депутат Верховної ради Вірменської РСР. Депутат Верховної ради СРСР 5—8-го скликань. Кандидат геолого-мінералогічних наук (1939), доктор геолого-мінералогічних наук (1969).

## Життєпис
Народився в селянській родині. Закінчив середню школу в місті Баку. Після закінчення школи у 1929 році працював техніком на нафтових промислах Баку.
У 1936 році закінчив з відзнакою Закавказький індустріальний інститут у Тбілісі та здобув кваліфікацію інженера-геолога.
У 1936—1938 роках — аспірант і молодший науковий співробітник, у 1938—1941 роках — директор Інституту геологічних наук Вірменської філії Академії наук СРСР.
Член ВКП(б) з 1940 року.
З 1941 року працював завідувачем відділу ЦК КП(б) Вірменії. До 1945 року — заступник секретаря ЦК КП(б) Вірменії.
У 1945 — березні 1947 року — голова Державного планового комітету (Держплану) при Раді міністрів Вірменської РСР.
Одночасно з 1945 по 17 листопада 1947 року — заступник голови Ради міністрів Вірменської РСР.
17 листопада 1947 — 14 травня 1949 року — міністр промисловості будівельних матеріалів Вірменської РСР.
14 травня 1949 — 10 жовтня 1952 року — голова Державного планового комітету (Держплану) при Раді міністрів Вірменської РСР.
Одночасно з 14 травня 1949 по 10 жовтня 1952 року — заступник голови Ради міністрів Вірменської РСР.
10 жовтня 1952 — квітень 1958 року — 1-й заступник голови Ради міністрів Вірменської РСР.
У червні 1957 — 15 лютого 1960 року — голова Ради народного господарства (Раднаргоспу) Вірменської РСР. Одночасно з квітня 1958 по 15 лютого 1960 року — міністр Вірменської РСР.
15 лютого 1960 — 13 серпня 1973 року — 1-й заступник голови Ради міністрів Вірменської РСР.
У 1973—1982 роках — завідувач Кавказької лабораторії регіональних геолого-економічних досліджень Всесоюзного інституту економіки мінеральної сировини та геолого-розвідувальних робіт. Основні праці стосуються геології родовищ металів СРСР і Кавказького регіону та оцінювання їх запасів.
Помер 24 серпня 1982 року в місті Єревані. Похований 27 серпня 1982 року в пантеоні Єреванського центрального цвинтаря.

## Основні праці
- Пірдоуданське (Каджаранське) мідно-молібденове родовище. Єреван, 1941
- Вірменія: вчора, сьогодні, завтра. Єреван, 1966
- Геологія рудних родовищ, мінерально-сировинна база, шляхи її розширення та перспективи розвитку гірничорудної та металургійної промисловості Вірменської РСР. Єреван, 1969
- Роль мінерально-сировинної бази у розвитку продуктивних сил Вірменської РСР. Єреван: Айастан, 1981

## Нагороди
- орден Леніна
- два ордени Трудового Червоного Прапора
- медалі
- Сталінська премія ІІ ст. (1950)